# Viscum ceibarum
Viscum ceibarum är en sandelträdsväxtart som beskrevs av Simone Balle. Viscum ceibarum ingår i släktet mistlar, och familjen sandelträdsväxter. Inga underarter finns listade i Catalogue of Life.